# Schlotheimia elata
Schlotheimia elata är en bladmossart som beskrevs av Mitten 1869. Schlotheimia elata ingår i släktet Schlotheimia och familjen Orthotrichaceae. Inga underarter finns listade i Catalogue of Life.